# Sebastian Kerk
Sebastian Kerk (Bad Wurzach, 17 april 1994) is een Duits voetballer die bij voorkeur als offensieve middenvelder speelt. Hij stroomde in 2013 door vanuit de jeugd van SC Freiburg.

## Clubcarrière
Kerk werd op zijn veertiende opgenomen in de jeugdopleiding van SC Freiburg. Daarvoor speelde hij bij TSG Bad Wurzach en FV Ravensburg. Hij debuteerde in de Bundesliga op 18 mei 2013 tegen Schalke 04. Hij is een linksvoetige offensieve middenvelder die regelmatig op de flanken uitgespeeld wordt.

## Interlandcarrière
Kerk kwam uit voor diverse Duitse nationale jeugdelftallen. Hij debuteerde in 2013 in Duitsland -20.
1 Grill ·
2 Androutsos ·
3 Kleinhansl ·
4 Gyamfi ·
5 Ajdini ·
6 Thalhammer ·
7 Niemann ·
8 Tesche ·
9 Engelhardt ·
10 Wriedt ·
11 Makridis ·
13 Kunze ·
14 Diakhité ·
16 Rorig ·
17 Conteh ·
18 Kehl ·
21 Lobinger ·
22 Kühn ·
23 Verhoek ·
24 Haas ·
25 Wiemann ·
26 Gnaase ·
27 Cuisance ·
28 Bähr ·
29 Wähling ·
30 Oduah ·
32 Wulf ·
33 Beermann  ·
34 Adamczyk ·
36 Böggemann ·
37 Goiginger ·
38 Wiethaup ·
Coach: Koschinat